# Tom Abatemarco
Tom Abatemarco (Brentwood, 3 ottobre 1949) è un allenatore di pallacanestro statunitense.